# Championnat des Amériques masculin de basket-ball 2009
Navigation
États-Unis 2007 Argentine 2011
Le Championnat des Amérique de basket-ball 2009 s'est déroulé du 26 août au 6 septembre 2009 à Porto Rico.
Le Brésil a remporté le 4e titre de son histoire en battant Porto Rico  en finale, 61 à 60.

## Classement final
| Place              | Équipe                   | Bilan |
| ------------------ | ------------------------ | ----- |
| Médaille d'or      | Brésil                   | 9–1   |
| Médaille d'argent  | Porto Rico               | 8–2   |
| Médaille de bronze | Argentine                | 7–3   |
| 4                  | Canada                   | 4–6   |
| 5                  | République dominicaine   | 4–4   |
| 6                  | Uruguay                  | 3–5   |
| 7                  | Mexique                  | 2–6   |
| 8                  | Panama                   | 2–6   |
| 9                  | Venezuela                | 1–3   |
| 10                 | Iles Vierges américaines | 0–4   |

En vert, les équipes qualifiées pour le Championnat du Monde 2010.